# Children and armed conflict. Report of the Secretary-General
In der Unterrichtung Children and armed conflict. Report of the Secretary-General werden Staaten aufgeführt, in denen Kinder in bewaffneten Konflikten getötet, sexuell angegriffen und rekrutiert werden. Gelegentlich wird sie in den Medien auch Liste der Schande genannt. Sie wird jährlich von einer eigenen Abteilung des Generalsekretariats der Vereinten Nationen (UNO) unter dem Titel Children and armed conflict (Kinder und bewaffnete Konflikte) in New York veröffentlicht, zuletzt am 20. April 2016. Sie basiert auf der UN-Resolution A/RES/51/77 vom 20. Februar 1997.